# Martin-Église
Martin-Église é uma comuna francesa na região administrativa da Normandia, no departamento de Sena Marítimo. Estende-se por uma área de 9,57 km². Em 2010 a comuna tinha 1 651 habitantes (densidade: 172,5 hab./km²).